# 下伏鳄属
下伏鱷屬（學名：Hyposaurus）是種已滅絕海生鱷類，屬於森林鱷科，生存於白堊紀馬斯垂克階到古新世，是森林鱷的近親。